# 西晉兗州行政區劃
西晉兗州大體範圍在今山東省西部及河南省東部一帶。建興元年（313年）以後兗州郡縣除泰山郡外，各地相繼被石勒攻陷。

## 郡級行政區
西晉兗州領陳留、東（後改名濮陽）、東平、任城、泰山、濟北、山陽（後改名高平）、濟陰、濟陽、東燕10郡。
陳留國
曹魏舊郡，郡治陳留縣（今河南省開封市東南），領陳留、浚儀、封丘、尉氏、雍丘、襄邑、外黃、小黃、濟陽、酸棗、長垣、考城、圉、扶溝14縣。西晉初郡治移往小黃縣（今河南省開封市東北），廢陳留、圉、扶溝、考城4縣，後復置扶溝（西晉末復置）、考城（晉惠帝時復置）2縣，永寧元年（301年）濟陽、考城、外黃等縣移屬濟陽國。西晉末領小黃、浚儀、封丘、酸棗、長垣、雍丘、尉氏、襄邑、扶溝9縣。
濮陽郡
曹魏為東郡，郡治濮陽縣（今河南省濮陽縣東），領濮陽、白馬、廩丘、鄄城、燕、東阿、穀城、臨邑、范9縣。西晉時東阿、穀城、臨邑3縣移屬濟北國，范縣移屬東平國。咸寧三年（277年）晉武帝司馬炎封皇子司馬允為濮陽王，郡改稱濮陽國，太康十年（289年）國廢為東郡。永寧元年（301年）正月趙王司馬倫廢皇太孫司馬臧為濮陽王，郡改稱濮陽國，不久司馬臧被殺，國除為郡，郡名未再改回。光熙元年（306年）白馬、燕2縣移屬東燕國。西晉末領濮陽、廩丘、鄄城3縣。
濟陰國
曹魏舊郡，郡治定陶縣（今山東省定陶縣），領定陶、乘氏、句陽、離狐、冤句、己氏、成武、單父、成陽9縣。晉愍帝永嘉年間（307-312）封吳王司馬晏之子司馬衍為濟陰王，郡改稱濟陰國。
高平國
曹魏為山陽郡，泰始元年（265年）封陳騫為高平郡公，郡改稱高平郡，郡治昌邑縣（今山東省金鄉縣西北），領昌邑、鉅野、方與、金鄉、湖陸、高平、南平陽、瑕丘、東緡9縣。西晉時瑕丘縣併入南平陽縣，東緡縣併入昌邑縣。咸寧元年（275年）左右改為高平國。西晉末領昌邑、鉅野、方與、金鄉、湖陸、高平、南平陽7縣。
任城國
曹魏舊郡，郡治任城縣（今山東省鄒城市西南），領任城、亢父、樊3縣。咸寧三年（277年）北海王司馬陵徙封任城王，郡改為任城國。
東平郡
曹魏舊郡，泰始元年（265年）封晉宗室司馬楙為東平王。郡治壽張縣（今山東省東平縣南），領壽張、無鹽、東平陸、富城、須昌、寧陽、剛7縣。西晉初廢寧陽縣，東郡范縣來隸，剛縣改名剛平縣。永嘉元年（307年）東平王司馬楙徙封竟陵王，國廢為東平郡。西晉末領壽張、須昌、無鹽、富城、東平陸、剛平、范7縣。
濟北國
曹魏舊郡，泰始元年（265年）封荀勖為濟北郡公，咸寧元年（275年）左右改為濟北國。郡治盧縣（今山東省平陰縣西），領盧、蛇丘、肥城3縣。西晉初廢肥城縣，東郡東阿、穀城、臨邑3縣來隸。西晉末領盧、蛇丘、臨邑、東阿、穀城5縣。
泰山郡
曹魏舊郡，郡治奉高縣（今山東省泰安市東），領奉高、博、矩平、山茌、梁父、嬴、萊蕪、南武陽、南城、牟、蓋、華、蒙陰、平陽14縣。晉初蓋、蒙陰2縣移屬徐州東莞國（約266年），華縣移屬徐州琅邪國（約266年），平陽縣改名新泰縣（280年前後）並移屬東安郡（297年）。西晉末領奉高、博、嬴、南城、梁父、山茌、南武陽、萊蕪、牟、矩平10縣。
濟陽郡
永康元年（300年）分陳留國置濟陽國，作為趙王司馬倫之子司馬馥的封國。郡治濟陽縣（今河南省蘭考縣東北），領濟陽、外黃、考城等縣。太安元年（302年）國廢為郡。
東燕郡
西晉光熙元年（306年）九月由濮陽郡析置東燕國，作為東燕王司馬騰的封地，永嘉元年（307年）國除為郡。郡治白馬縣滑臺（今河南省滑縣東），領白馬、燕2縣。

## 縣級行政區
| 兗州（州治：廪丘縣）                                                               |        |          |                          |                                                                                          |                              |
| 說明：本表為西晉時期兗州各郡所轄的縣份；以深灰色表示者，為曾經建置，後來廢除的縣份 |        |          |                          |                                                                                          |                              |
| 郡名 （縣數）                                                                      | 郡治   | 縣名     | 今地位置(2012年12月)     | 隸屬郡國                                                                                 | 備注                         |
| 陳留國 （9）                                                                       | 小黃縣 | 小黃縣   | 今河南省開封縣東北       | 陳留國(265-316)                                                                          |                              |
| 陳留國 （9）                                                                       | 小黃縣 | 浚儀縣   | 今河南省開封市           | 陳留國(265-316)                                                                          |                              |
| 陳留國 （9）                                                                       | 小黃縣 | 封丘縣   | 今河南省封丘縣西南       | 陳留國(265-316)                                                                          |                              |
| 陳留國 （9）                                                                       | 小黃縣 | 酸棗縣   | 今河南省延津縣西南       | 陳留國(265-316)                                                                          |                              |
| 陳留國 （9）                                                                       | 小黃縣 | 長垣縣   | 今河南省長垣縣東北       | 陳留國(265-316)                                                                          |                              |
| 陳留國 （9）                                                                       | 小黃縣 | 雍丘縣   | 今河南省杞縣             | 陳留國(265-316)                                                                          |                              |
| 陳留國 （9）                                                                       | 小黃縣 | 尉氏縣   | 今河南省尉氏縣           | 陳留國(265-316)                                                                          |                              |
| 陳留國 （9）                                                                       | 小黃縣 | 襄邑縣   | 今河南省睢縣             | 陳留國(265-316)                                                                          |                              |
| 陳留國 （9）                                                                       | 小黃縣 | 扶溝縣   | 今河南省扶溝縣           | 陳留國(265-280前，中間暫廢縣，290後-316)                                                 | 西晉時廢縣，西晉末復立縣。   |
| 陳留國 （9）                                                                       | 小黃縣 | 陳留縣   | 今河南省開封縣東南陳留鎮 | 陳留國(265-？)                                                                           | 西晉時廢縣。                 |
| 陳留國 （9）                                                                       | 小黃縣 | 圉縣     | 今河南省杞縣南           | 陳留國(265-280前)                                                                        | 西晉時廢縣。                 |
| 濮陽郡 （3）                                                                       | 濮陽縣 | 濮陽縣   | 今河南省濮陽縣西         | 濮陽郡(265-316，東郡265-277、289-300，濮陽國277-289、301)                                |                              |
| 濮陽郡 （3）                                                                       | 濮陽縣 | 廩丘縣   | 今山東省鄆城縣西北       | 濮陽郡(265-316，東郡265-277、289-300，濮陽國277-289、301)                                |                              |
| 濮陽郡 （3）                                                                       | 濮陽縣 | 鄄城縣   | 今山東省鄄城縣北         | 濮陽郡(265-316，東郡265-277、289-300，濮陽國277-289、301)                                |                              |
| 濟陰郡 （9）                                                                       | 定陶縣 | 定陶縣   | 今山東省定陶縣           | 濟陰郡(265-316，濟陽國301-302)                                                           |                              |
| 濟陰郡 （9）                                                                       | 定陶縣 | 乘氏縣   | 今山東省菏澤市東         | 濟陰郡(265-316，濟陽國301-302)                                                           |                              |
| 濟陰郡 （9）                                                                       | 定陶縣 | 句陽縣   | 今山東省菏澤市北         | 濟陰郡(265-316，濟陽國301-302)                                                           |                              |
| 濟陰郡 （9）                                                                       | 定陶縣 | 離狐縣   | 今山東省東明縣北         | 濟陰郡(265-316，濟陽國301-302)                                                           |                              |
| 濟陰郡 （9）                                                                       | 定陶縣 | 冤句縣   | 今山東省定陶縣西         | 濟陰郡(265-316，濟陽國301-302)                                                           |                              |
| 濟陰郡 （9）                                                                       | 定陶縣 | 己氏縣   | 今山東省單縣西南         | 濟陰郡(265-316，濟陽國301-302)                                                           |                              |
| 濟陰郡 （9）                                                                       | 定陶縣 | 城武縣   | 今山東省成武縣           | 濟陰郡(265-316，濟陽國301-302)                                                           |                              |
| 濟陰郡 （9）                                                                       | 定陶縣 | 單父縣   | 今山東省單縣             | 濟陰郡(265-316，濟陽國301-302)                                                           |                              |
| 濟陰郡 （9）                                                                       | 定陶縣 | 成陽縣   | 今山東省菏澤市東北       | 濟陰郡(265-316，濟陽國301-302)                                                           |                              |
| 高平國 （7）                                                                       | 昌邑縣 | 昌邑縣   | 今山東省金鄉縣西北       | 高平國(265-316，山陽郡265，高平郡266-275)                                                |                              |
| 高平國 （7）                                                                       | 昌邑縣 | 鉅野縣   | 今山東省巨野縣北         | 高平國(265-316，山陽郡265，高平郡266-275)                                                |                              |
| 高平國 （7）                                                                       | 昌邑縣 | 方與縣   | 今山東省魚臺縣西         | 高平國(265-316，山陽郡265，高平郡266-275)                                                |                              |
| 高平國 （7）                                                                       | 昌邑縣 | 金鄉縣   | 今山東省金鄉縣北         | 高平國(265-316，山陽郡265，高平郡266-275)                                                |                              |
| 高平國 （7）                                                                       | 昌邑縣 | 湖陸縣   | 今山東省魚臺縣東北       | 高平國(265-316，山陽郡265，高平郡266-275)                                                |                              |
| 高平國 （7）                                                                       | 昌邑縣 | 高平縣   | 今山東省微山縣西北       | 高平國(265-316，山陽郡265，高平郡266-275)                                                |                              |
| 高平國 （7）                                                                       | 昌邑縣 | 南平陽縣 | 今山東省鄒城市           | 高平國(265-316，山陽郡265，高平郡266-275)                                                |                              |
| 高平國 （7）                                                                       | 昌邑縣 | 瑕丘縣   | 今山東省兗州市北         | 高平郡(265-？，山陽郡265)                                                                | 晉時廢縣併入南平陽縣。       |
| 高平國 （7）                                                                       | 昌邑縣 | 東緡縣   | 今山東省金鄉縣           | 高平郡(265-？，山陽郡265)                                                                | 晉時廢縣。（不詳何時）       |
| 任城國 （3）                                                                       | 任城縣 | 任城縣   | 今山東省鄒城市西南       | 任城國(265-316，任城郡265-277)                                                           |                              |
| 任城國 （3）                                                                       | 任城縣 | 亢父縣   | 今山東省濟寧市南         | 任城國(265-316，任城郡265-277)                                                           |                              |
| 任城國 （3）                                                                       | 任城縣 | 樊縣     | 今山東省濟寧市東         | 任城國(265-316，任城郡265-277)                                                           |                              |
| 東平郡 （7）                                                                       | 壽張縣 | 壽張縣   | 今山東省東平縣南         | 東平郡(265-316，東平國265-307)                                                           |                              |
| 東平郡 （7）                                                                       | 壽張縣 | 須昌縣   | 今山東省東平縣西         | 東平郡(265-316，東平國265-307)                                                           |                              |
| 東平郡 （7）                                                                       | 壽張縣 | 無鹽縣   | 今山東省東平縣東         | 東平郡(265-316，東平國265-307)                                                           |                              |
| 東平郡 （7）                                                                       | 壽張縣 | 富城縣   | 今山東省肥城市西南       | 東平郡(265-316，東平國265-307)                                                           |                              |
| 東平郡 （7）                                                                       | 壽張縣 | 東平陸縣 | 今山東省汶上縣北         | 東平郡(265-316，東平國265-307)                                                           |                              |
| 東平郡 （7）                                                                       | 壽張縣 | 剛平縣   | 今山東省寧陽縣北         | 東平郡(265-316，東平國265-307)                                                           | 曹魏為剛縣，西晉時改名。     |
| 東平郡 （7）                                                                       | 壽張縣 | 范縣     | 今山東省梁山縣西         | 東郡(265-？)→東平郡(？-316，東平國？-307)                                                |                              |
| 東平郡 （7）                                                                       | 壽張縣 | 寧陽縣   | 今山東省寧陽縣南         | 東平國(265-？)                                                                           | 西晉時廢縣。                 |
| 濟北國 （5）                                                                       | 盧縣   | 盧縣     | 今山東省平陰縣西         | 濟北國(265-316)                                                                          |                              |
| 濟北國 （5）                                                                       | 盧縣   | 蛇丘縣   | 今山東省寧陽縣北         | 濟北國(265-316)                                                                          |                              |
| 濟北國 （5）                                                                       | 盧縣   | 臨邑縣   | 今山東省東阿縣           | 東郡(265-？)→濟北國(？-316)                                                              |                              |
| 濟北國 （5）                                                                       | 盧縣   | 東阿縣   | 今山東省東阿縣           | 東郡(265-？)→濟北國(？-316)                                                              |                              |
| 濟北國 （5）                                                                       | 盧縣   | 穀城縣   | 今山東省平陰縣西南       | 東郡(265-？)→濟北國(？-316)                                                              |                              |
| 濟北國 （5）                                                                       | 盧縣   | 肥城縣   | 今山東省肥城縣           | 濟北國(265-？)                                                                           | 西晉初廢縣。                 |
| 泰山郡 （10）                                                                      | 奉高縣 | 奉高縣   | 今山東省泰安市東         | 泰山郡(265-316)                                                                          |                              |
| 泰山郡 （10）                                                                      | 奉高縣 | 博縣     | 今山東省泰安市東南       | 泰山郡(265-316)                                                                          |                              |
| 泰山郡 （10）                                                                      | 奉高縣 | 嬴縣     | 今山東省萊蕪市西北       | 泰山郡(265-316)                                                                          |                              |
| 泰山郡 （10）                                                                      | 奉高縣 | 南城縣   | 今山東省棗莊市北         | 泰山郡(265-316)                                                                          |                              |
| 泰山郡 （10）                                                                      | 奉高縣 | 梁父縣   | 今山東省新泰市西         | 泰山郡(265-316)                                                                          |                              |
| 泰山郡 （10）                                                                      | 奉高縣 | 山茌縣   | 今山東省濟南市長清區西北 | 泰山郡(265-316)                                                                          |                              |
| 泰山郡 （10）                                                                      | 奉高縣 | 南武陽縣 | 今山東省平邑縣           | 泰山郡(265-316)                                                                          |                              |
| 泰山郡 （10）                                                                      | 奉高縣 | 萊蕪縣   | 今山東省淄博市南         | 泰山郡(265-316)                                                                          |                              |
| 泰山郡 （10）                                                                      | 奉高縣 | 牟縣     | 今山東省萊蕪市東         | 泰山郡(265-316)                                                                          |                              |
| 泰山郡 （10）                                                                      | 奉高縣 | 矩平縣   | 今山東省泰安市南         | 泰山郡(265-316)                                                                          |                              |
| 濟陽郡 （3）                                                                       | 濟陽縣 | 濟陽縣   | 今河南省蘭考縣東北       | 陳留國(265-300)→濟陽郡(300-316，300-302濟陽國)                                           |                              |
| 濟陽郡 （3）                                                                       | 濟陽縣 | 外黃縣   | 今河南省蘭考縣東北       | 陳留國(265-300)→濟陽郡(300-316，300-302濟陽國)                                           |                              |
| 濟陽郡 （3）                                                                       | 濟陽縣 | 考城縣   | 今河南省民權縣東北       | 陳留國(265-280前)→(廢縣)→濟陽郡(300-316，300-302濟陽國)                                  | 西晉時廢縣，晉惠帝時復置縣。 |
| 東燕郡 （2）                                                                       | 白馬縣 | 白馬縣   | 今河南省滑縣             | 濮陽郡(265-306，東郡265-277、289-300，濮陽國277-289、301)→東燕郡(306-316，東燕國306-307) |                              |
| 東燕郡 （2）                                                                       | 白馬縣 | 燕縣     | 今山東省延津縣東北       | 濮陽郡(265-306，東郡265-277、289-300，濮陽國277-289、301)→東燕郡(306-316，東燕國306-307) |                              |

## 出處
1. ↑  《晉書》卷5〈孝愍帝紀〉：「〔建興元年〕六月，石勒害兗州刺史田徽。是時，山東郡邑相繼陷于勒。」
2. 1 2  《輿地廣記》卷5〈東京·開封府陳留縣〉：「漢武帝元狩元年置陳留郡，晉為陳留國，治小黃，而省陳留縣。」
3. ↑  《晉書》卷64〈武十三王傳〉：「淮南忠壯王允，字欽度，咸寧三年，封濮陽王，拜越騎校尉。太康十年，徙封淮南。」
4. ↑  《宋書》卷35〈州郡志一·南徐州刺史〉：「南濮陽太守，本東郡，屬兗州。晉武帝咸寧二年，以封子允，以東不可為國名，東郡有濮陽縣，故曰濮陽國。濮陽，漢舊名也，允改封淮南，還曰東郡。趙王倫篡位，廢太孫臧為濮陽王，王尋廢，郡名遂不改。」
5. ↑  《晉書》卷64〈吳敬王晏傳〉：「鄴即湣帝。固初封漢王，改封濟南。衍初封新都王，改封濟陰，為散騎常侍。皆沒於賊。」
6. ↑  《晉書》卷3〈武帝紀〉：「〔泰始元年〕以……車騎將軍陳騫為高平公。」
7. 1 2
8. ↑  《晉書》卷3〈武帝紀〉：「〔泰始元年十二月封皇從叔父司馬〕陵為北海王。」；卷37〈任城景王陵傳〉：「任城景王陵，字子山，宣帝弟魏司隸從事安城亭侯通之子也。初拜議郎。泰始元年封北海王，邑四千七百戶。〔咸寧〕三年，轉封任城王。」
9. ↑  《晉書》卷3〈武帝紀〉：「〔泰始元年〕以……侍中荀勖為濟北公。」
10. ↑  《宋書》卷35〈州郡志一〉：「濟陽太守，晉惠分陳留為濟陽國。」
11. ↑  《晉書》卷4〈惠帝紀〉：「〔光熙元年九月〕進東嬴公騰爵為車燕王。」卷5〈懷帝紀〉：「〔永嘉元年三月庚辰〕改封安北將軍、東燕王騰為新蔡王。」
12. ↑  《宋書》卷35〈州郡志一〉：「又有東燕郡，江左分濮陽所立也，領燕縣、（前漢曰南燕，後漢曰燕，並屬東郡。《太康地志》屬濮陽。）白馬、平昌、考城凡四縣。[註 4]……東郡領白馬、（別見。）涼城、（二漢東郡有聊城縣，《晉太康地志》無，疑此是。）東燕（別見。）三縣。[註 5]」；《魏書》卷106〈地形志上〉：「東郡，秦置，治滑臺城。」[註 5]
13. ↑  《宋書》卷37〈州郡志三〉：「圉縣令，前漢屬淮陽，後漢屬陳留。《晉太康地志》無此縣。」；《魏書》卷106中〈地形志中〉：「圉城，二漢、晉曰圉。前漢屬淮陽，後漢、晉屬陳留，後罷。」
14. ↑  《輿地廣記》卷7〈京東西路·兗州瑕丘縣〉：「瑕丘縣……二漢屬山陽郡，晉省入南平陽，屬高陽國。」
15. ↑  《輿地廣記》卷7〈京東西路·兗州龔丘縣〉：「漢剛縣……後漢屬濟北國，晉曰剛平，屬東平國。」
16. ↑  《輿地廣記》卷7〈京東西路·兗州龔丘縣〉：「龔丘縣本漢寧陽縣，屬泰山郡，後漢屬東平國，晉省之。」
17. ↑  《魏書》卷106中〈地形志〉：「肥城，前漢屬泰山，後漢屬濟北，晉罷。」

### 書籍
- 吳增僅，《三國郡縣表》，上海：開明書局，1937
- 李錫甫，《漢晉城陽郡沿革考》，國立編譯館館刊第6卷第一期，1977
- 劉琳，《華陽國志校注》，成都：巴蜀書社，1984
- 李曉杰，《東漢政區地理》，北京：人民出版社，1987
- 胡阿祥，《六朝疆域與政區研究》（增訂本），北京：學苑出版社，2005
- 錢儀吉、楊晨，《三國會要》，上海：上海古籍出版社，2006
- 陳健梅，《孫吳政區地理研究》，長沙：岳麓書社，2007
- 孔祥軍，《三國政區地理研究》，南京：南京大學歷史系，2007
- 任乃強，《華陽國志校補圖注》，上海：上海古籍出版社，2009
- 孔祥軍，《晉書地理志校注》，北京：新世界出版社，2012
- 胡阿祥、孔祥軍、徐成合著，《中國行政區劃通史·三國兩晉南朝卷》，上海：復旦大學出版社，2014
- 范曄，《後漢書》，維基文庫
- 房玄齡，《晉書》，維基文庫
- 沈約，《宋書》，維基文庫
- 魏收，《魏書》，維基文庫
- 李吉甫，《元和郡縣圖志》，維基文庫
- 樂史，《太平寰宇記》，維基文庫
- 歐陽忞，《輿地廣記》，維基文庫
- 酈道元，《水經注》，維基文庫